# Robert Bowie
Robert Bowie, född 1750 i Prince George's County, Maryland, död 8 januari 1818 i Prince George's County, Maryland, var en amerikansk politiker (demokrat-republikan). Han var guvernör i delstaten Maryland 1803–1806 och 1811–1812. Han var bror till Walter Bowie.
År 1770 gifte Bowie sig med den 1758 födda Priscilla Mackall trots att hon var under femton år, vilket var giftermålsåldern. I amerikanska revolutionskriget tjänstgjorde han som officer i Marylands milis och sårades i slaget vid Germantown. Han arbetade som domare 1790–1796. Bowie efterträdde 1803 John Francis Mercer som guvernör och efterträddes 1806 av Robert Wright. Under Bowies första ämbetsperiod som guvernör förbjöd Maryland invandringen av fria afroamerikaner till delstaten. År 1811 tillträdde Bowie på nytt som guvernör. 1812 års krig bröt ut och federalisterna i Maryland var kritiska till kriget till skillnad från Bowie som inte blev omvald i guvernörsvalet 1812.